# Archikatedra św. Jana Chrzciciela i św. Jana Ewangelisty w Lublinie
Archikatedra św. Jana Chrzciciela i św. Jana Ewangelisty – jeden z największych kościołów w Lublinie, pełniący funkcję kościoła archikatedralnego Archidiecezji lubelskiej, jest jednym z przykładów baroku na Lubelszczyźnie.

## Historia

### XVI–XVIII w.

#### Budowa
W XVI w. Andrzej Tęczyński sprowadził do Lublina zakon jezuitów. Na ziemiach należących do niego powstał kościół, ufundowany przez Bernarda Maciejowskiego. Budowę rozpoczęto w 1586 według projektów Jana Marii Bernardoniego i Józefa Bricca (Giuseppe Brizio).
Ukończono ją w 1625. Świątynia została zbudowana w stylu barokowym, mimo to w pewnych miejscach można się doszukać detali renesansowych. Jezuici postanowili wybudować kompleks budynków dla szkoły i nowego kolegium. Budynki usytuowane były wzdłuż ulicy Jezuickiej oraz wokół dzisiejszego placu Katedralnego. Stykały się z gmachem katedry, przez co wewnątrz utworzył się dziedziniec. Całość wkomponowana była w mury obronne, przez co okna katedry musiały znajdować się powyżej linii murów z powodów bezpieczeństwa. W tym okresie była to świątynia jednonawowa z ołtarzami bocznymi.

#### Pożar i odbudowa
W 1752 po pożarze kościół został odbudowany w stylu barokowym. W 1757 wnętrze świątyni pokryto iluzjonistycznymi freskami przez nadwornego malarza Augusta III Sasa, Józefa Meyera.

#### Po kasacie zakonu
Po kasacie zakonu w 1773 w wyniku utworzenia Komisji Edukacji Narodowej jezuici utracili kościół i klasztor. Budynki przejęli ojcowie trynitarze. Nie mieli oni jednak pieniędzy na utrzymanie świątyni, przez co kościół oraz dawne zabudowanie kolegium popadały w ruinę. W 1797 świątynia pełniła funkcję magazynu na zboże.

### XIX–XX w.

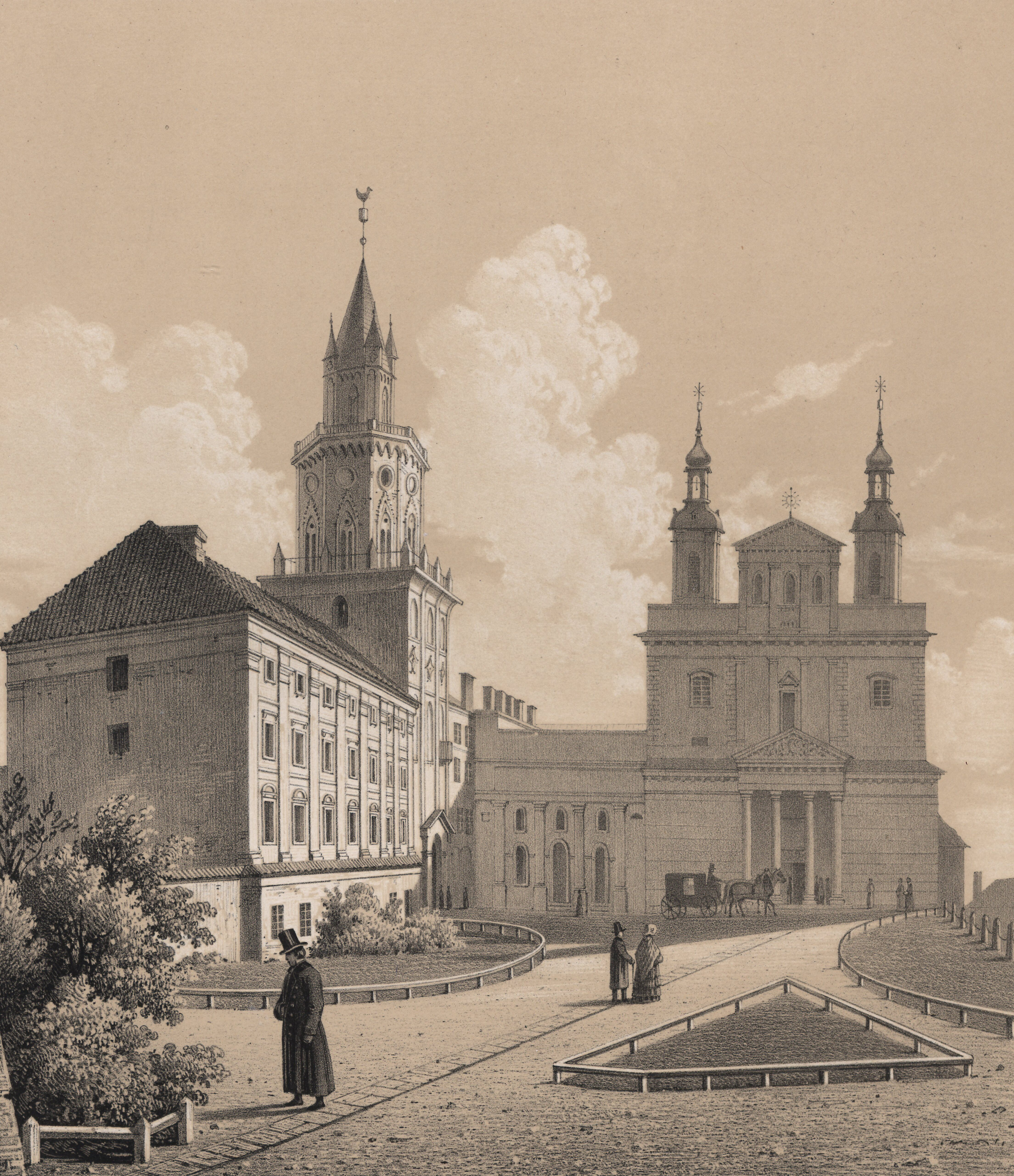
Plac katedralny (1860)

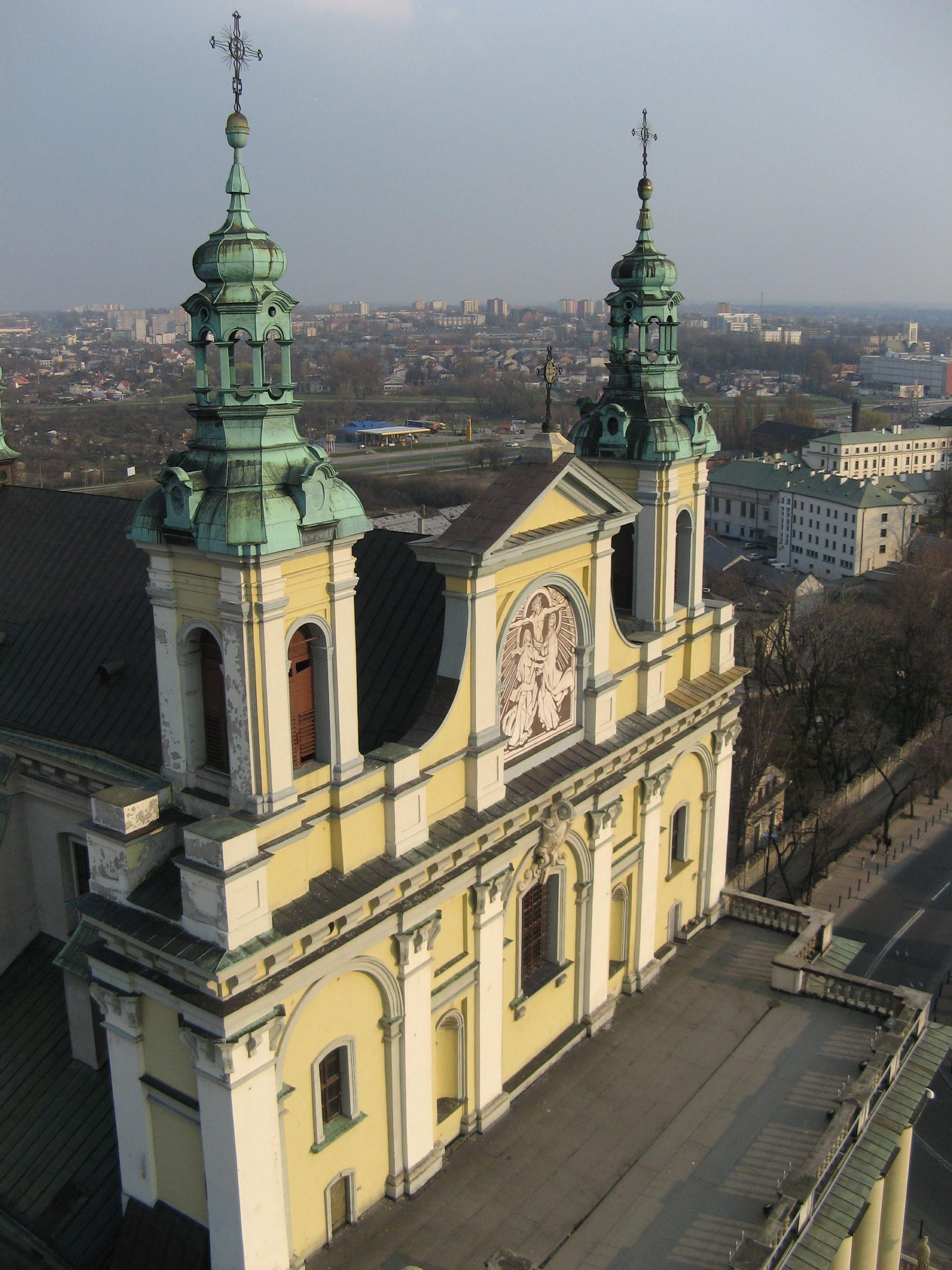
Katedra widziana z Wieży Trynitarskiej

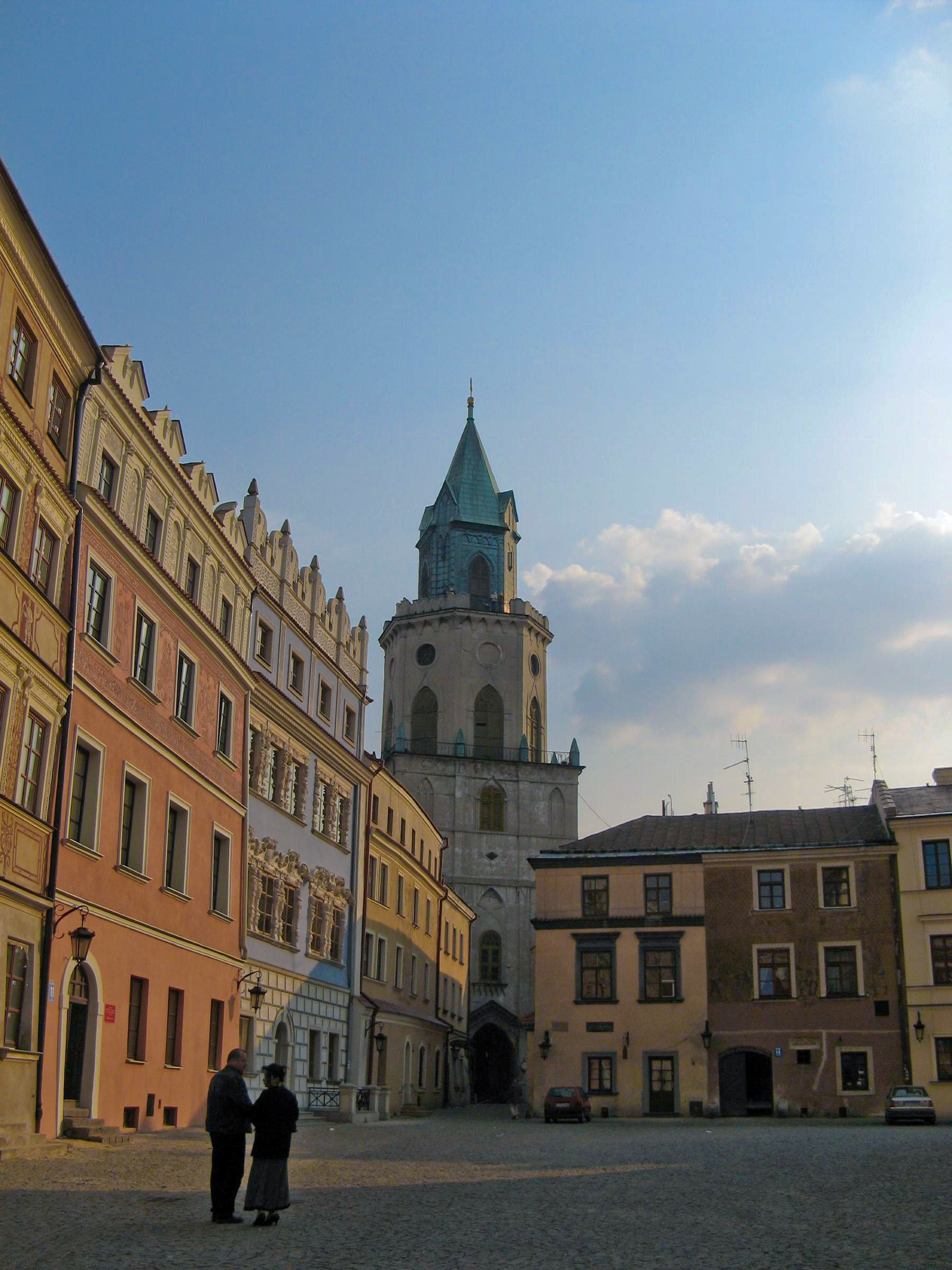
Wieża Trynitarska

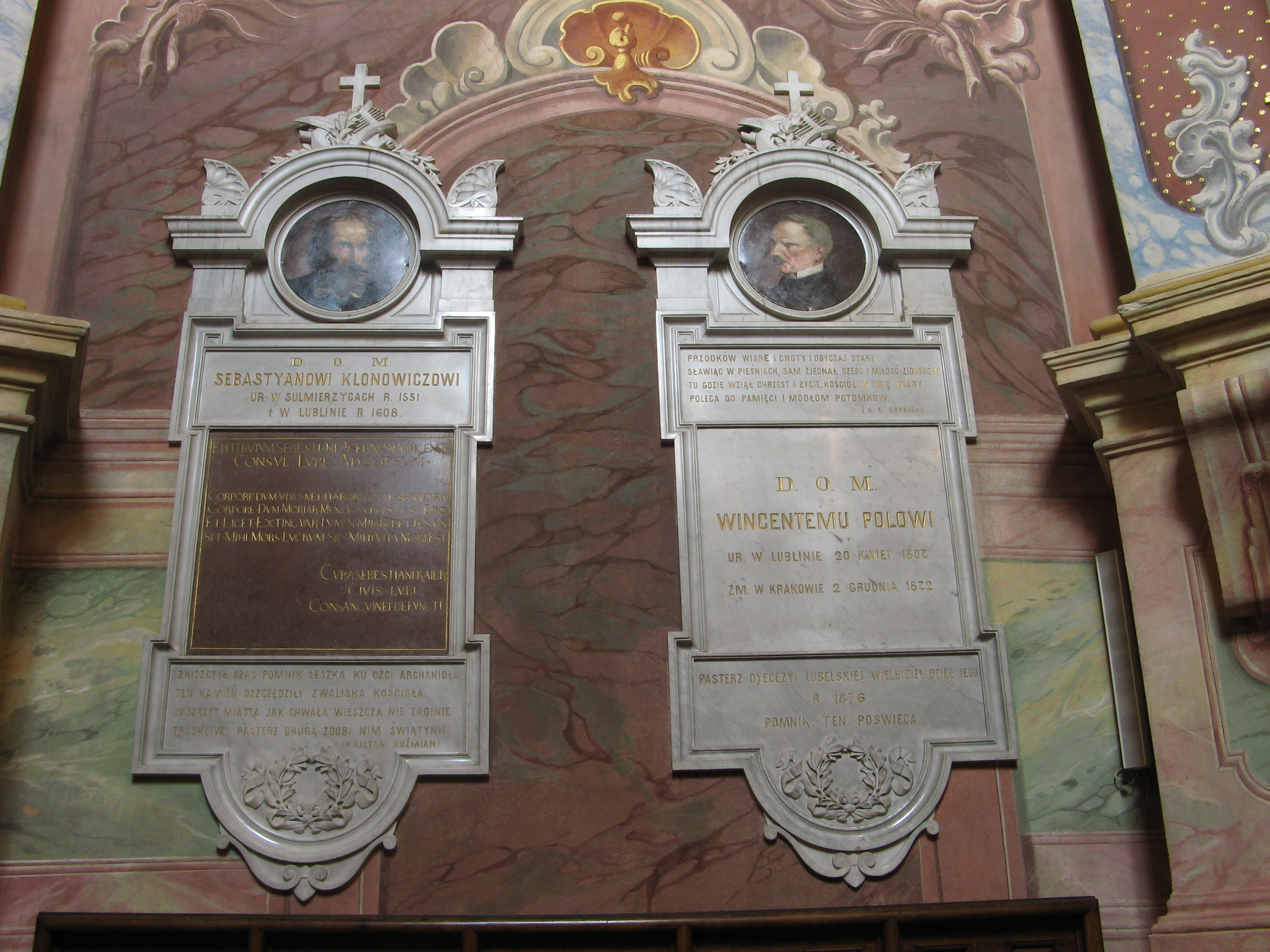
Tablice epitafijne Sebastiana Klonowica i Wincentego Pola

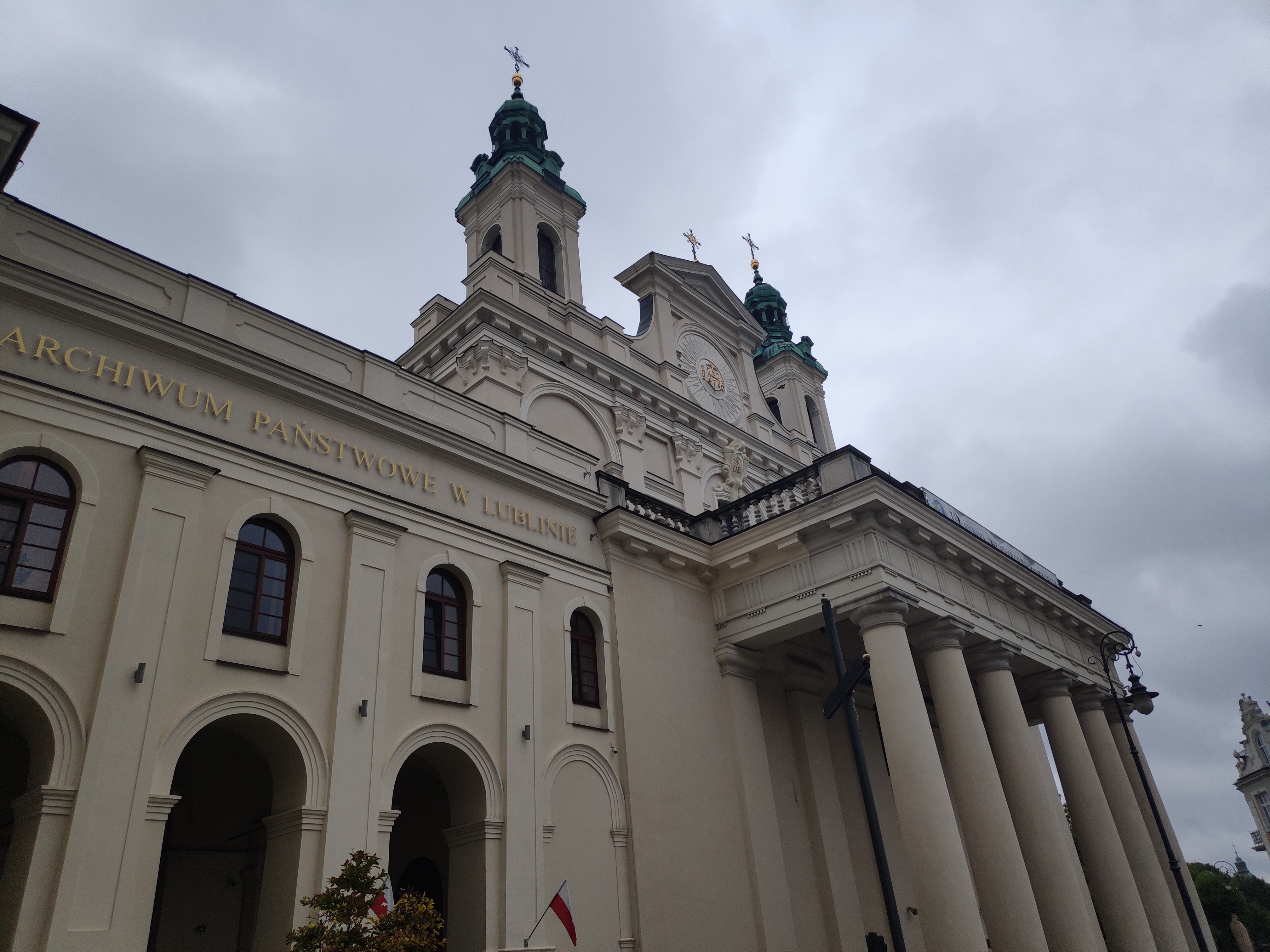
Archikatedra widziana od frontu (2024)

#### Jako katedra
W 1805 utworzono diecezję lubelską. Na jej siedzibę wybrano dawny kościół jezuitów. W 1815 rozpoczęto wyburzanie gmachów kolegium jezuickiego. Gruzu użyto do budowy szosy zamojskiej (obecnie ul. Kardynała Stefana Wyszyńskiego). Gmachy znajdujące się przy ul. Jezuickiej oraz graniczące z furtą klasztorną przeznaczono na szkołę wojewódzką. Swego czasu uczęszczał do niej Józef Ignacy Kraszewski. Furtę klasztorną, która już w 1627 została podwyższona i na której umieszczono dzwony, przebudowano w stylu neogotyckim i nazwano Wieżą Trynitarską. W 1821 Antonio Corazzi zaprojektował nową fasadę, utrzymaną w stylu klasycystycznym. Przed wejściem do świątyni umieścił sześciokolumnowy portyk z balkonem.
Kolejna przebudowa nastąpiła w 1878. Odnowiono wtedy wnętrze kościoła, a sześciokolumnowy portyk zmieniono na czterokolumnowy. Balkon zastąpiono frontonem.

#### II wojna światowa i epoka powojenna
W wyniku zniszczeń podczas II wojny światowej budynki dawnego kolegium ostatecznie przestały pełnić funkcje oświatowe i przez wiele lat stały puste. Obecnie znajduje się tam Archiwum Państwowe. Sama katedra straciła jedną z wież. Z inicjatywy ówczesnego biskupa lubelskiego Stefana Wyszyńskiego, katedrę odbudowano. Powrócono do projektu Corazziego z sześciokolumnowym portykiem i balkonem. Na froncie świątyni umieszczono sgraffito z biskupim wezwaniem Stefana Wyszyńskiego - Soli Deo (Bogu jedynemu). Na początku XXI wieku rozpoczęto renowację wnętrza archikatedry.

### Kalendarium
- 1 września 1582 – przybycie jezuitów (Stanisław Warszewicki i Szymon Wysocki) do Lublina i rozpoczęcie prac zmierzających do powstania kościoła i kolegium jezuickiego;
- 1585 – wyznaczenie terenu pod budowę kolegium i kościoła z polecenia króla Stefana Batorego;
- 20 kwietnia 1586 – położenie kamienia węgielnego pod budowę kościoła;
- 25 kwietnia 1604 – konsekracja świątyni i nadanie jej patronów: św. Jana Chrzciciela i św. Jana Ewangelisty przez biskupa krakowskiego Bernarda Maciejowskiego;
- 10 marca 1752 – pożar kościoła i kolegium;
- 1758 – zakończenie procesu odbudowy świątyni i zmiany wystroju jej wnętrza;
- 21 lipca 1773 – kasata zakonu jezuitów przez papieża Klemensa XIV;
- 1805 – podniesienie kościoła do rangi katedry i decyzja o jego restauracji;
- 22 sierpnia 1832 – rekoncyliacja świątyni (rozbiorowe rządy austriackie zamieniły ją na skład zboża i magazyn wojskowy);
- 9 września 1939 – bombardowanie Lublina m.in. ucierpiał budynek magistratu (42 ofiary śmiertelne) oraz katedra[2];
- 1946 – przystąpienie do odbudowy świątyni po zniszczeniach II wojny światowej;
- 3 lipca 1949 – Cud lubelski (obrazie Matki Bożej miały pojawić się łzy);
- 9 czerwca 1987 – wizyta Jana Pawła II w katedrze;
- 26 czerwca 1988 – koronacja cudownego obrazu Matki Bożej Płaczącej;
- 25 marca 1992 – podniesienie katedry do rangi archikatedry;
- 1998 – rozpoczęcie kompleksowej konserwacji dekoracji i wyposażenia archikatedry pod patronatem abpa Józefa Życińskiego;
- 2005 – ekspozycja szat grobowych w przebudowanych kryptach;
- 2006 – otwarcie stałej wystawy złotnictwa i szat liturgicznych w odnowionym Skarbcu i Zakrystii Akustycznej;
- 2007–2008 – konserwacja kaplicy Najświętszego Sakramentu;
- 2009 – początek remontu elewacji (restauracja fasady).

## Wnętrze archikatedry

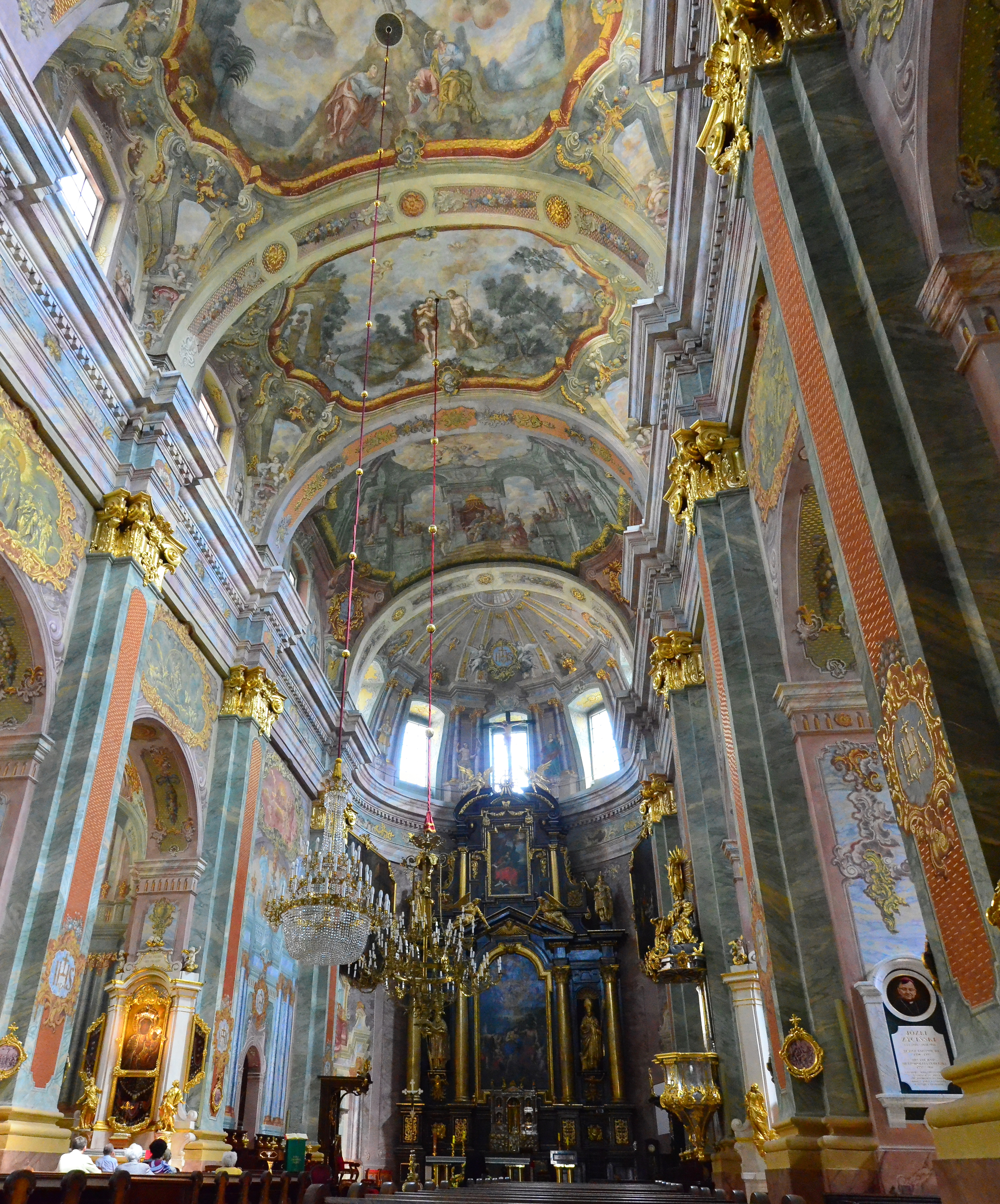
Wnętrze archikatedry

Wnętrze naw pokryte jest freskami wykonanymi głównie przez Józefa Mejera. W prezbiterium znajduje się XVII w. ołtarz wykonany z czarnej gruszki libańskiej, obecnie w swoim oryginalnym hebanowym kolorze, znajdują się w nim złote rzeźby świętych. W prezbiterium wiszą również dwa barokowe obrazy Franciszka Lekszyckiego: Ostatnia wieczerza i Uczta Heroda. W kaplicach bocznych oprócz fresków możemy zobaczyć figury świętych, między innymi Ignacego Loyoli oraz obrazy.
W ołtarzu bocznym przy lewej nawie wisi obraz Matki Boskiej Płaczącej. 3 lipca 1949 obraz płakał krwawymi łzami, które zostały zebrane i umieszczone w jednym z kamieni w koronie Maryi. W kaplicy Najświętszego Sakramentu znajduje się cudowny Krzyż Trybunalski, znajdujący się pierwotnie w kościele św. Michała Archanioła.
W Zakrystii Akustycznej oraz w sąsiednim skarbcu eksponowane są cenne zbiory przedmiotów liturgicznych. W obydwu pomieszczeniach znajdują się iluzjonistyczne freski Meiera, przedstawiające tryumf wiary nad herezją oraz jeźdźca Apokalipsy. Stojąc w rogu Zakrystii Akustycznej można usłyszeć szept osoby znajdującej się w innym rogu pomieszczenia. Podobno biskup lubelski chciał mieć możliwość podsłuchiwania rozmów gości, których przyjmował w Zakrystii. Innym powodem mogła być potrzeba spowiadania osób chorych, tak aby kapłan nie musiał się zbliżać do chorego. Wystarczyło, że obie osoby stały w dwóch rogach Zakrystii Akustycznej i mówiąc „do ściany” mogły się swobodnie porozumiewać.
W archikatedrze znajduje się wiele przedmiotów przeniesionych do niej w XIX w. z kościoła św. Michała. Oprócz Krzyża Trybunalskiego, jest także chrzcielnica z XIV w., tablice epitafijne, m.in. Sebastiana Klonowica, monstrancje itd.
Otwarte są dla zwiedzających krypty. Leżą tam zmarli biskupi lubelscy. Można oglądać ubrania zmarłych, portrety nagrobne, przedmioty z którymi chowani byli zmarli. Wejście do krypt znajduje się we wnętrzu katedry.

## Wieża Trynitarska
Wieża Trynitarska zwana również Bramą Trynitarską, wchodziła w skład zabudowań kolegium jezuickiego. Na początku była tylko furtą klasztorną. Chcąc dojść do katedry, lub szkoły, każdy musiał przejść furtą. W 1627 podwyższono ją i przeznaczono na dzwonnice. Po kasacie zakonu jezuitów przeszła w ręce oo. trynitarzy. Mimo że budowla krótko należała do zakonników, od tej pory zaczęto ją nazywać Wieżą Trynitarską. Kolejnym właścicielem obiektu stało się miasto. W XIX w. wraz z katedrą uległa przebudowie. Antoni Corazzi zaprojektował ją w stylu neogotyckim. Podczas II wojny światowej uległa poważnym zniszczeniom. W latach 1945–1952 odbudowano Wieżę.
W Wieży Trynitarskiej obecnie znajduje się Muzeum Archidiecezjalne. Są tam przedmioty użytku religijnego, obrazy, ikony, rzeźby, tkaniny, sarkofagi, instrumenty muzyczne, lichtarze, portret trumienne oraz inne zabytkowe sprzęty. W związku z tym, że Wieża to dzwonnica lubelskiej archikatedry, można obejrzeć 4 dzwony, m.in. Michała, przeniesionego z fary lubelskiej oraz największy lubelski dzwon, Marię, z której dzwoni się w wyjątkowe uroczystości. Ze szczytu Wieży możemy podziwiać panoramę Lublina.

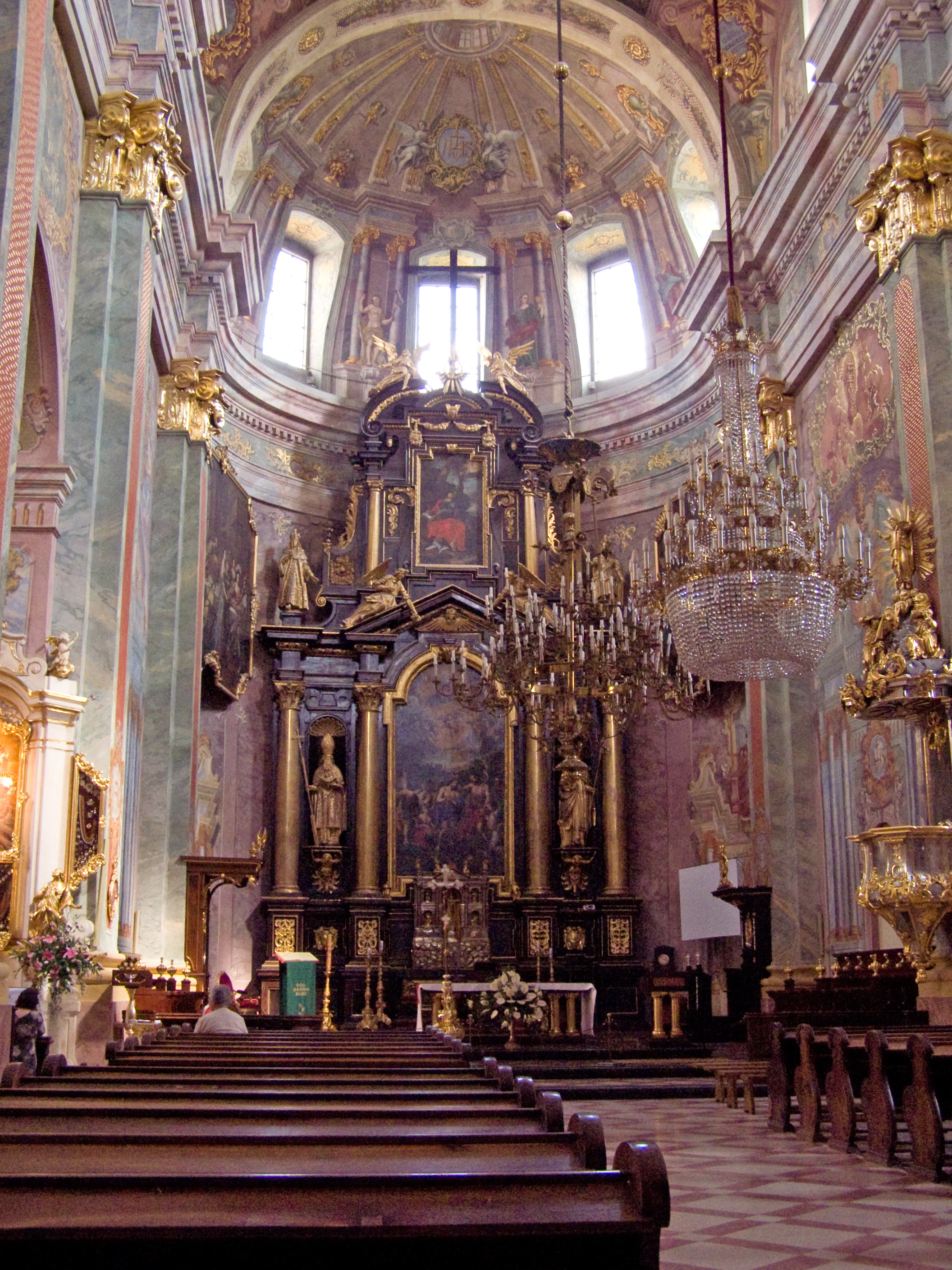
Ołtarz
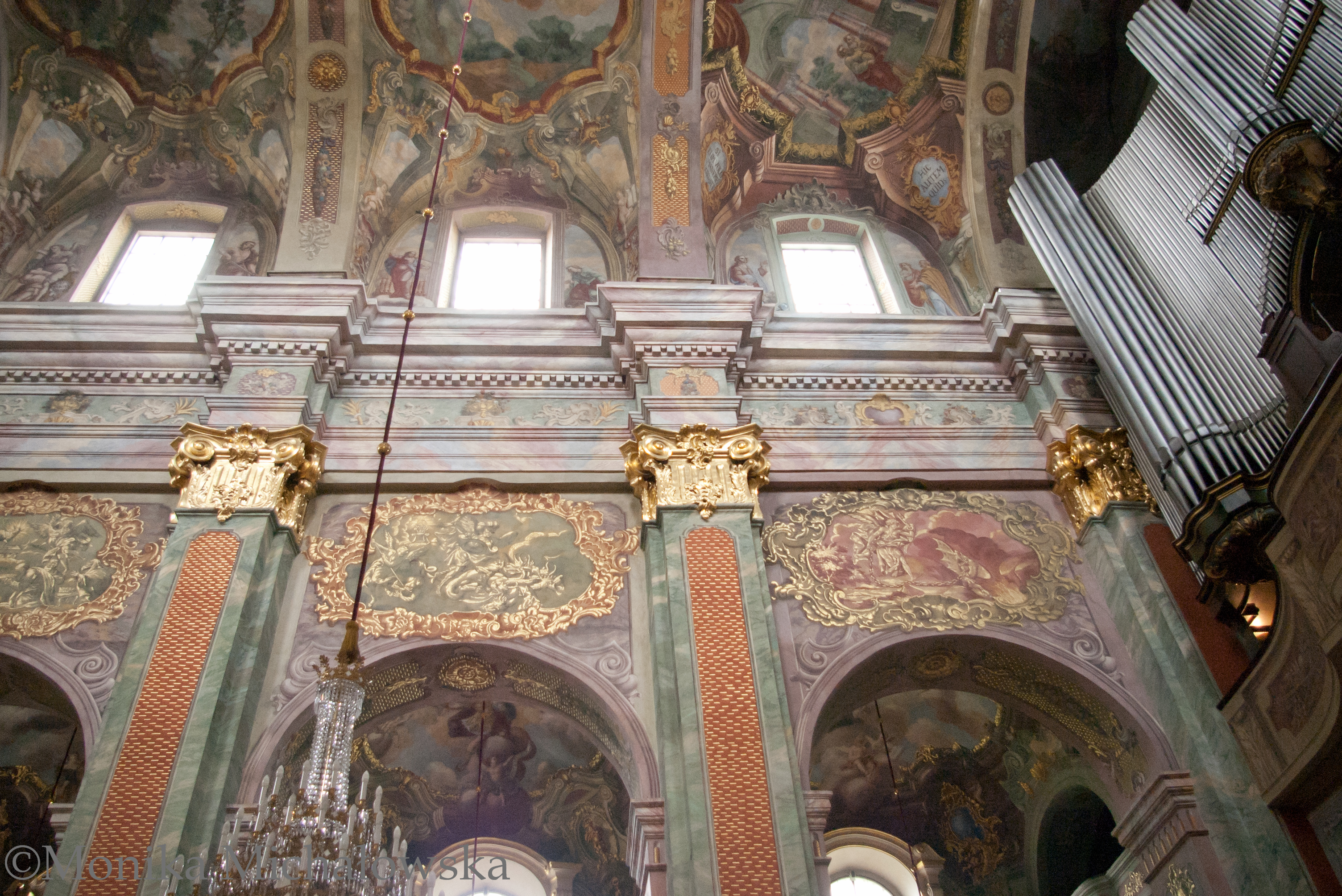
Ściana boczna prezbiterium
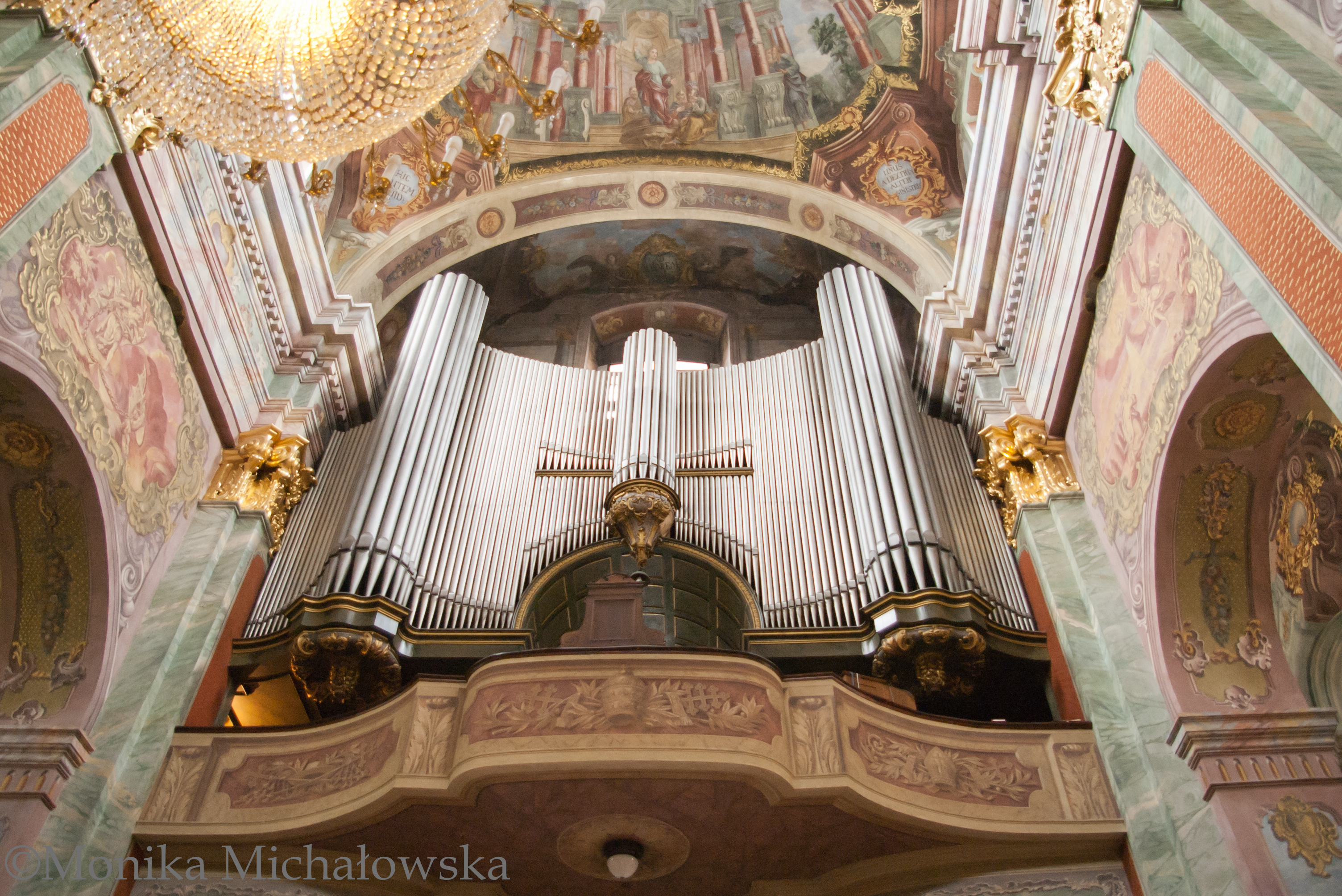
Organy
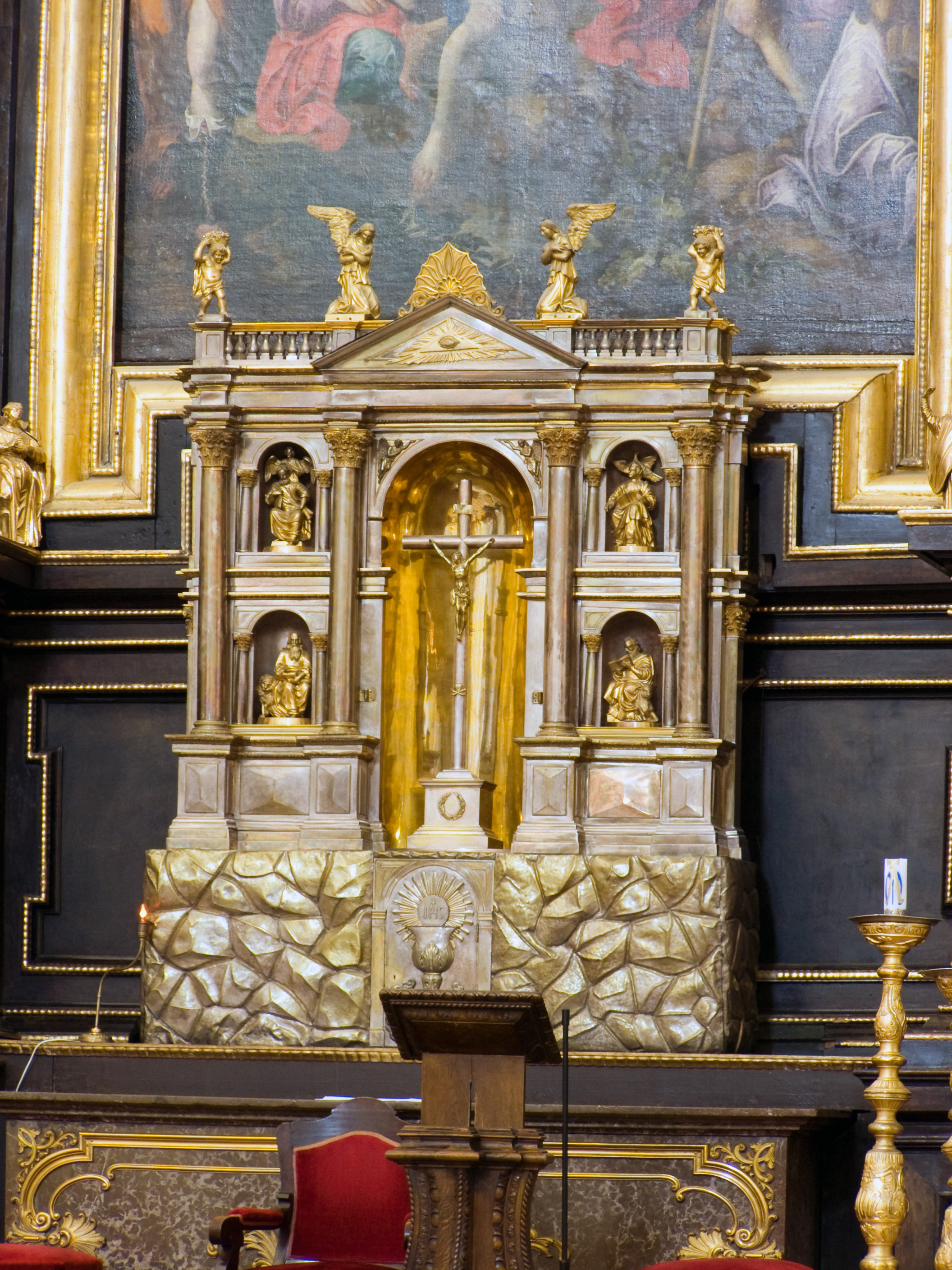
Tabernakulum
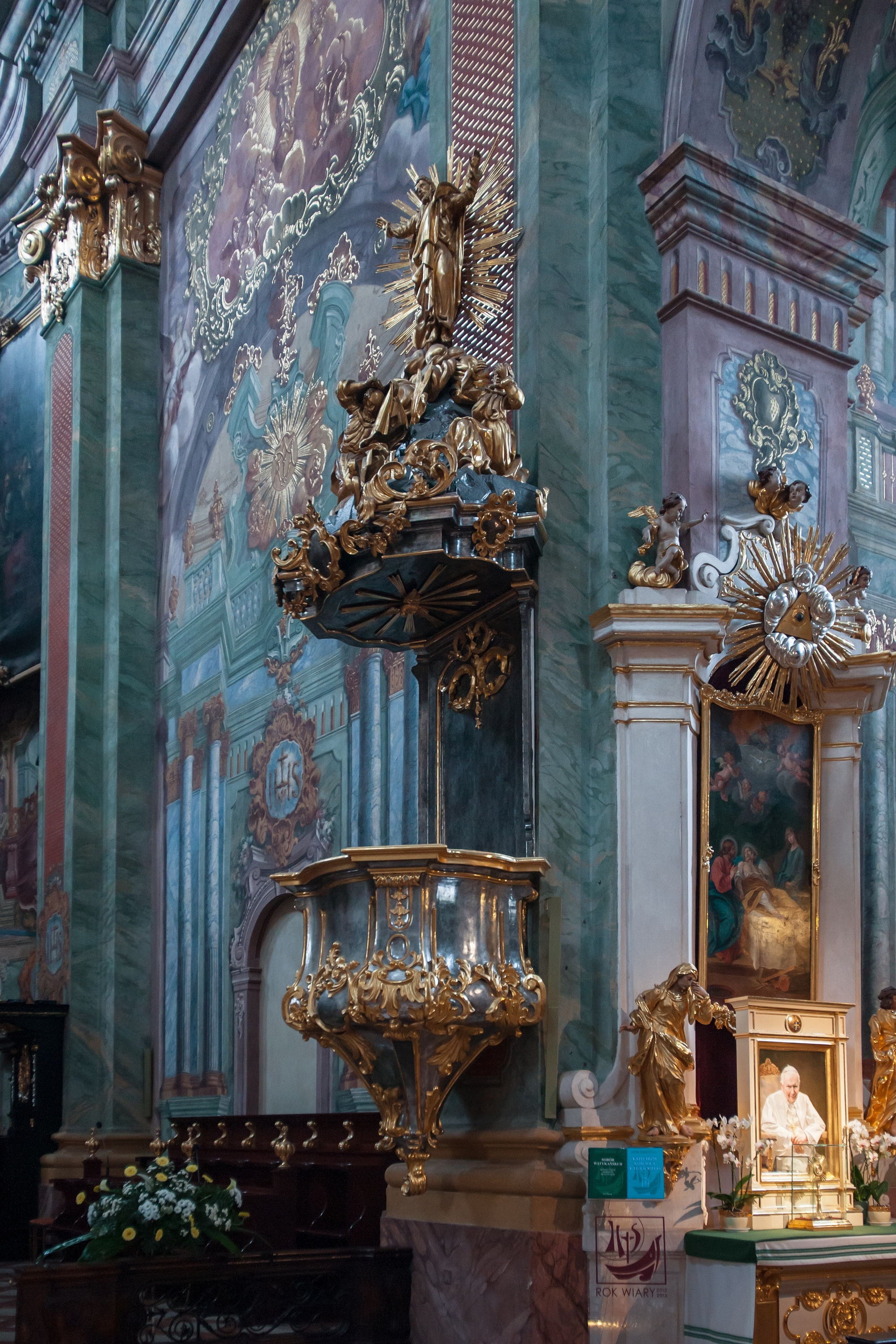
Ambona
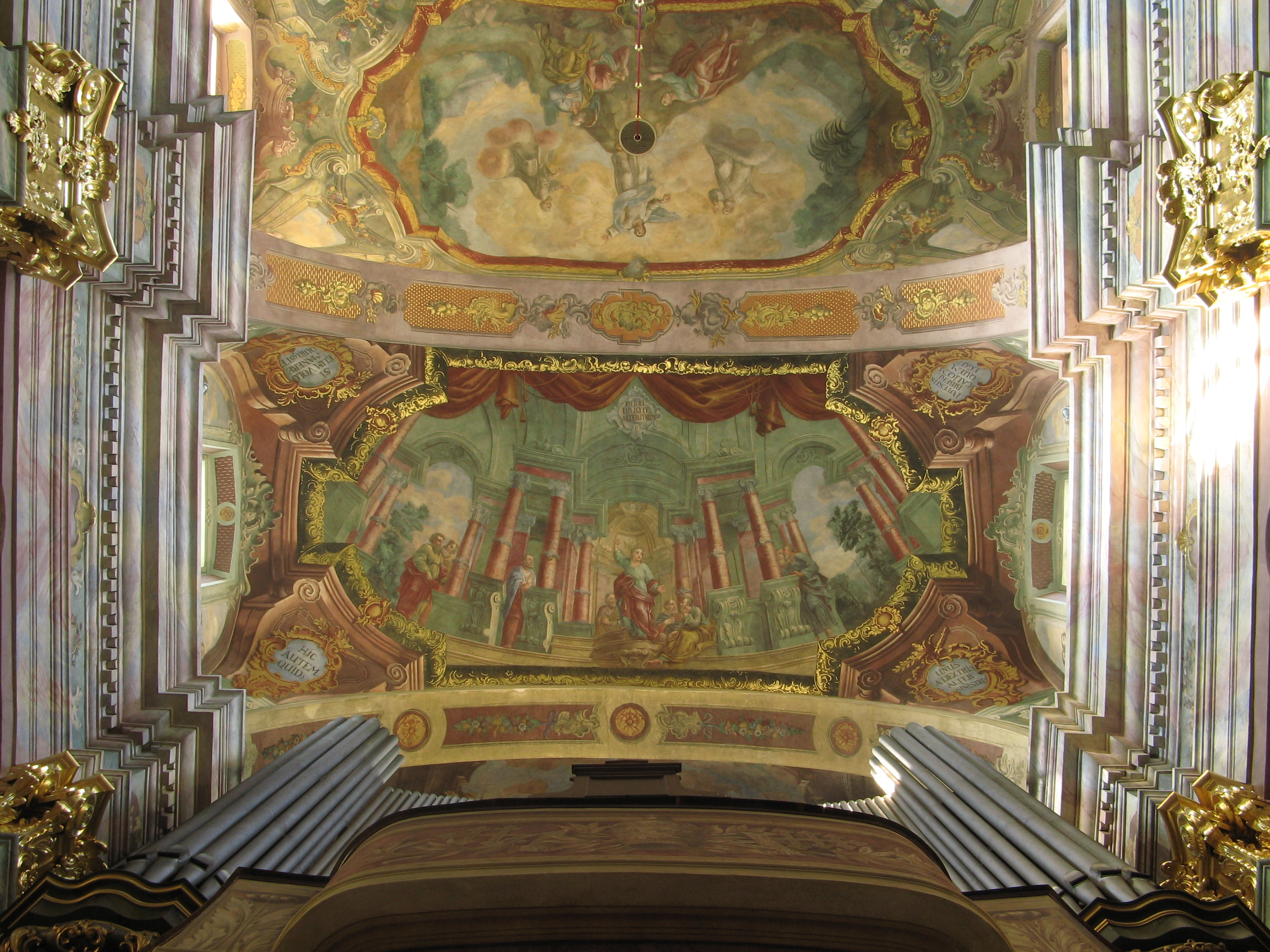
Fragment polichromii na sklepieniu nawy głównej
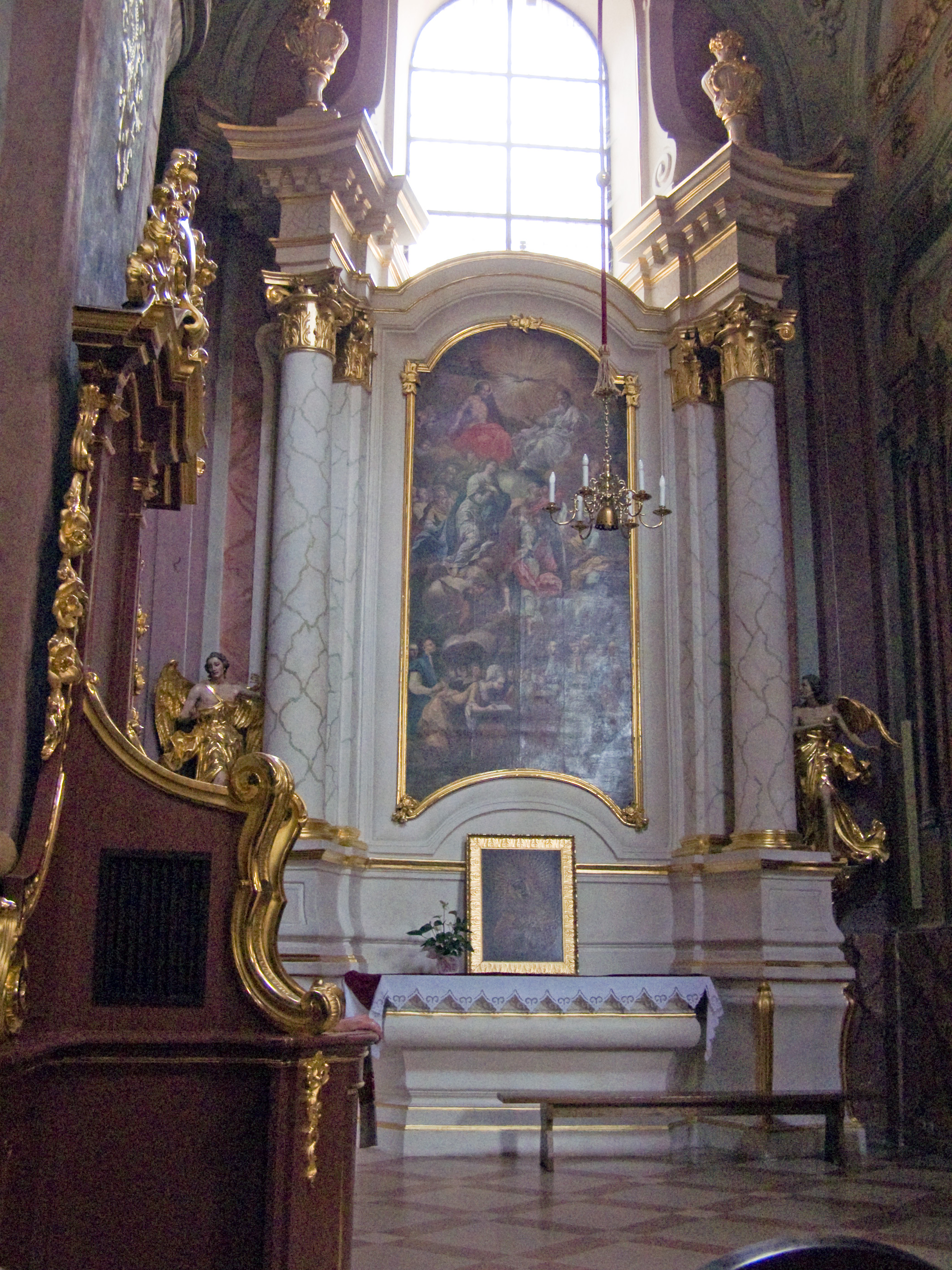
Jeden z obrazów w nawie bocznej